# Cantó de Montagut
El cantó de Montagut és un cantó francès del departament del Puèi Domat, situat al districte de Riam. Té 10 municipis i el cap és Montagut.

## Municipis
- Ars-les-Favets
- Buxières-sous-Montaigut
- La Crouzille
- Durmignat
- Lapeyrouse
- Montagut
- Moureuille
- Saint-Éloy-les-Mines
- Virlet
- Youx

## Història
| Data d'elecció                           | Identitat            | Partit          | Qualitat |
| ---------------------------------------- | -------------------- | --------------- | -------- |
| 197.-1979                                | Michel Duval         | RI, després UDF |          |
| 1979-1989                                | Jean-Paul Toucas     | PS              |          |
| 1989-1992                                | Jean Michel          | PS              |          |
| 1992-2004                                | Michel Duval         | DL, després UMP |          |
| 2004-                                    | Pierrette Daffix-Ray | PS              |          |
| les dades anteriors no són pas conegudes |                      |                 |          |
|                                          |                      |                 |          |

## Demografia
| 1962   | 1968   | 1975   | 1982   | 1990  | 1999  | 2007  |
| ------ | ------ | ------ | ------ | ----- | ----- | ----- |
| 11.854 | 12.849 | 11.330 | 10.408 | 9.138 | 8.297 | 7.996 |